# Prostitución en Guinea-Bisáu
La prostitución en Guinea-Bisáu es habitual y no existen leyes al respecto. En 2016 se estimó que había más de 3 000 prostitutas en el país. A menudo está asociada a otros delitos. Según los informes, muchos proxenetas son también traficantes de drogas. La pobreza lleva a muchas mujeres a caer en la tentación de la prostitución y la adicción a la cocaína.
Muchas de las prostitutas de la capital, Bisáu, y de otras ciudades del país, son mujeres manjako de Caio, en la región de Cacheu. Suelen tener más de 30 años y esperan a los clientes en habitaciones designadas en sus casas. De vez en cuando van a un bar local en busca de clientes. Las prostitutas de Caio también viajan a Ziguinchor (Senegal) y Banjul (Gambia) para trabajar.
Las prostitutas más jóvenes de las ciudades suelen trabajar en bares.
Se han denunciado casos de turismo sexual infantil en las islas Bijagós.

## Sida
Al igual que otros países del África subsahariana, el VIH es un problema en el país. La prevalencia entre adultos es del 3,1 %.
El uso del preservativo entre profesionales del sexo es irregular, lo que ha llevado a una prevalencia del VIH entre este grupo de personas del 39 %.

## Prostitución infantil
La prostitución infantil es un problema en el país. Muchas niñas se prostituyen para sobrevivir. La actividad tiene lugar principalmente en clubes, bares y hoteles. El gobierno toma pocas medidas y confía en las ONG para tratar de solucionar el problema.
Entre 2000 y 2004 se denunciaron casos de turismo sexual infantil en las islas Bijagós.

## Tráfico sexual
Guinea-Bisáu es un país de origen de niños sometidos al tráfico sexual. No está claro hasta qué punto los adultos son sometidos a prostitución forzada. Las niñas bisauguineanas son objeto de tráfico sexual infantil en Guinea y Senegal.
La Oficina de Vigilancia y Lucha contra la Trata de Personas del Departamento de Estado de los Estados Unidos clasificó en 2018 a Guinea-Bisáu como país de "nivel 2" en la lista de vigilancia.